# Rubus illecebrosus
Rubus illecebrosus es una especie de planta del género Rubus, perteneciente a la familia Rosaceae.

## Taxonomía
Rubus illecebrosus fue descrita por Wilhelm Olbers Focke en 1899.

## Distribución
Se encuentra en el territorio de Japón.